# Eremogryllodes seurati
Eremogryllodes seurati är en insektsart som beskrevs av Lucien Chopard 1929. Eremogryllodes seurati ingår i släktet Eremogryllodes och familjen Myrmecophilidae. Inga underarter finns listade i Catalogue of Life.